# Ой рано-рано та й загадано
«Ой, рано-рано та й загадано» — історична колядка, в якій поєднуються мотиви військових походів (напучування матір'ю сина, хоробрість козака) з християнськими мотивами «святого Рожества» і колядниковими рефренами «Святий вечір».
Зразок архаїчної поліської гетерофонії (вид багатоголосся) з ладовою змінністю.
Цікавий варіант колядки знайшли В. Антонович і М. Драгоманов у рукописній збірці Штангея (Київська губернія) про дівчину Катерину, яку на війну відправила мати-вдова. Сюжет про жінку-воїна, зокрема про Хуа Мулань з китайської легенди VI століття, Жанну д'Арк та інші, відомий з давніх часів.

## Текст
| Ой рано-рано та й загадано Святий вечер, та й загадано усім на войну Святий веч[ір]! Та й загадано усім на войну Святий вечер, по самім вперьод молодому Івану Святий веч’ А його ненька та й відправляла, Святий вечер, та й відправляла, приказувала: Святий веч’ Єдь же мой синку, єдь же, не гайся! Святий вечер, поперед войска не виникайся! Святий веч’ Поперед войска не виникайся Святий вечер, а позад войска не зоставайся Святий веч’ Вон молоденький не слухав неньки Святий вечер, поперед войска конем іграє Святий веч’ Поперед войска конем іграє Святий вечер, а позад войска шаблею махає Святий веч’ | Зобачив його сам цар у двору Святий вечер, коли б вже я знав, чий то син іграв Святий веч’ Коли б вже я знав, чий то син іграв Святий вечер, то я б за его, царівну отдав, Святий веч’ Дав би я коня неученого Святий вечер, дав би я гроша неліченого Святий веч’ А за цим словом, бувай же здоров! Святий вечер, не сам собою, з отцем, мамкою Святий веч’ Не сам собою з отцем, мамкою Святий вечер, Ісусом Христом, святим Рожеством! Святий веч’ Святе Рожеством радость принесло Святий вечер, а Матір Божа розвеселила Святий веч’ |

## Варіант П.Лукашевича
Ой заказано і зарадано
 Святий вечор! 
(або Славен есі наш милий Боже!)
 Всем козаченькам у войсько ітти:
 Пану Іванку корогов нести;
 А у його ненька,
 Вельми старенька,
 Випровожала
 І научала:
 Ой, сине мой, синку!
 Не попережай у перед войська,
 І не оставайся позади войська:
 Держися войська - все середнього
 І козаченька все статечного. 
 Молодий Іванко непослухав нені своеї,
 У перед войська конем играє,
 А позад войська мечем махає.
 Угляне, се, сам царь на креслі:
 Ой коли б я знав,
 Чий то син гуляв:
 То я б за його, свою дочь отдав,
 Половину царства йому би отдав.

## Варіант В.Антоновича і М.Драгоманова
| Тай чую загадано та заповідано, Усім козаченькам та в військо йти У кого в сини то висилати А в кого нема, — то наймати. Жила вдова на край села, Та не мала ні одного сина, Тілько мала одну дочку Катериночку, Тай тую в військо виряжала, А виражаючи наущала: —Дочко моя, Катериночко! Як будеш ти в військо йти, То не попережайся поперед війська І не оставайся позад війська Та держись війська середнього І козаченька сердешного. | Дочка Катериночка не послухала Конем попереду поїхала. Усі козаченьки у плин пішли А Катеринин коник ве перейшов, Десь узявся та татарин Та узяв кониченька за повідовьки, А Катериночку за білую ручку, Повів кониченька у станечку Катериночку у світлицю, Дав коникові вівса-сіна А Катериноньці меду-вина Кінь ірже сіна-вівса не їсть Катерина плаче, меду-вина не п’є, Кінь ірже та по станеці — Катерина плаче та по матінці. |